# Robert Hugh Bellamy
Robert Hugh Bellamy, CBE, DSO, britanski general, * 8. december 1910, † 27. november 1972.